# Cédric Vitu
Cédric Vitu (* 18. August 1985 in Creil) ist ein französischer Profiboxer im Halbmittelgewicht.

## Karriere
Nach dem Ausscheiden gegen Xavier Noël bei den französischen Amateurmeisterschaften im Januar 2005 wechselte er noch im Dezember 2005 ins Profilager. Nach 18 siegreichen Kämpfen und dem Gewinn des Tournoi de France (Frankreich-Turnier) verlor er erstmals im Mai 2008 gegen Hamlet Petrosyan (26-5) durch Mehrheitsentscheidung. In dem Kampf ging es um den interkontinentalen Meistertitel der IBF.
Im April 2009 gewann er den Mittelmeerraum-Meistertitel der WBC durch einen K.-o.-Sieg gegen Gogi Knežević (14-1). Im März 2010 gewann er den französischen Meistertitel und verteidigte ihn unter anderem gegen Christophe Canclaux (41-4). Den EU-Titel gewann er im Juni 2011 durch einen vorzeitigen Sieg gegen den Finnen Kai Kauramaki (18-16).
Im November 2012 boxte er erstmals um die Europameisterschaft der EBU, verlor dabei jedoch durch geteilte Punktentscheidung gegen den Weißrussen Sergey Rabchenko (21-0). Den Titel gewann er schließlich im Juni 2015 durch einen TKO-Sieg gegen Orlando Fiordigiglio (21-0). Im Dezember des gleichen Jahres gewann er seine erste Titelverteidigung nach Punkten gegen den Spanier Roberto Santos (23-7). Im März 2016 schlug er Rubén Varón (43-8) durch TKO in der vierten Runde. Im Januar 2017 gewann er gegen Isaac Real (16-1). Im Mai 2017 gewann er den Halbfinalausscheidungskampf der IBF gegen Marcello Matano (17-2).
Am 10. März 2018 boxte er um die WBA-Weltmeisterschaft im Halbmittelgewicht, verlor den Kampf aber durch TKO in der zwölften Runde gegen Brian Castaño. Vitu wurde im Februar 2018 von der WBA auf Rang 12 ihrer Weltrangliste der Herausforderer geführt.
Im November 2019 verlor er gegen seinen Landsmann Michel Soro (35-2).